# Pandemonicon

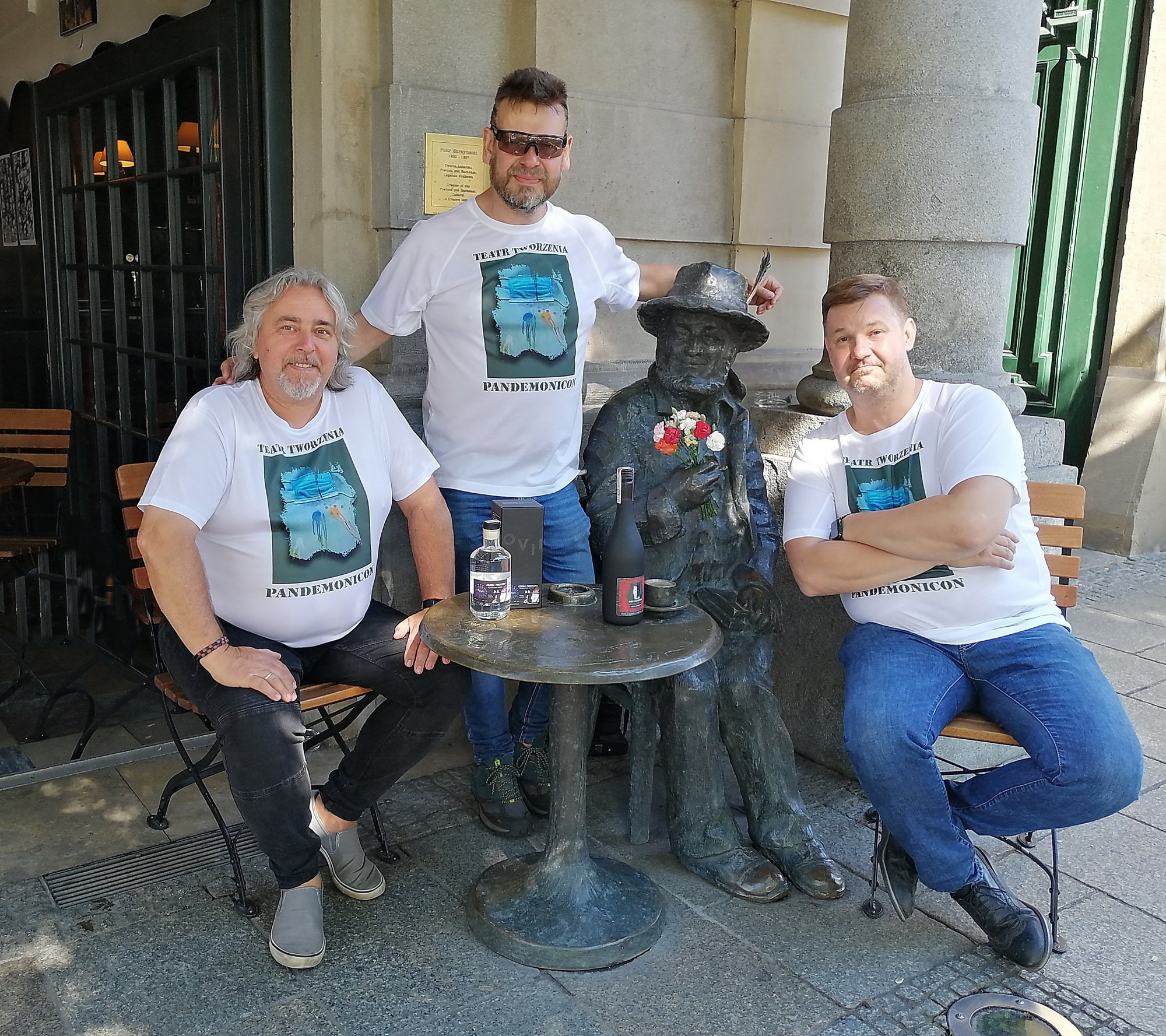
Teatr Tworzenia w trakcie przygotowań do premierowego koncertu - PANDEMONICONU w Krakowie. Od lewej: W. Knade, J.Pijarowski, rzeźba Piotra Skrzyneckiego oraz Jakub Marszałek

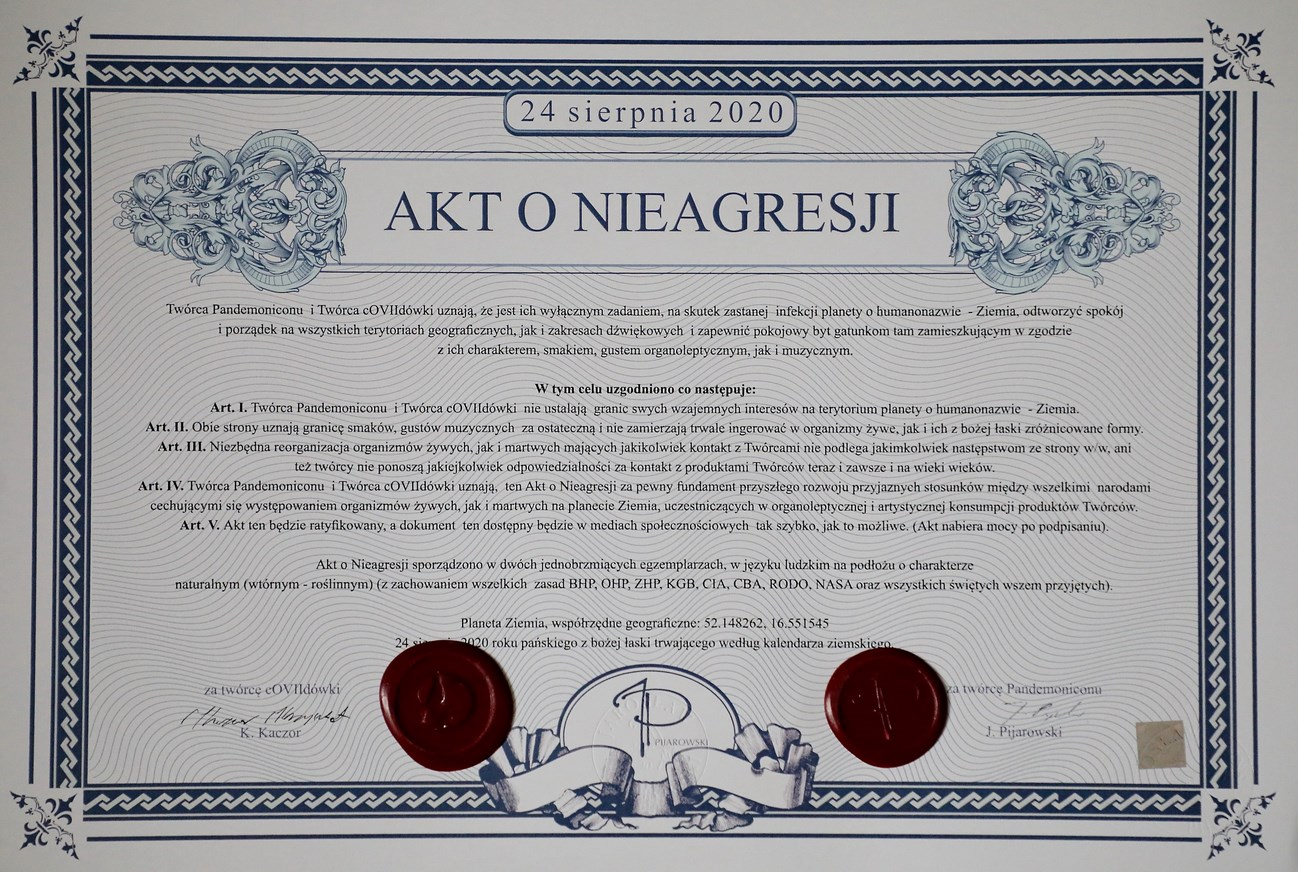
Treść i wizerunek "Aktu o Nieagresji" podpisanego pomiędzy twórcą Pandemoniconu - J.Pijarowskim a twórcą napoju spirytusowego - cOVIIdówki - K. Kaczorem

Pandemonicon – książka artystyczna oraz album studyjny formacji muzyczno-teatralnej Teatr Tworzenia - Jarosława Pijarowskiego, wydany w 2020 roku. Na płycie możemy usłyszeć muzyków na stałe współpracujących z formacją takich jak: Józef Skrzek, Jakub Marszałek, Waldemar Knade, wokalistów: Wojciecha Dyngosza, Monikę Litwin-Dyngosz, oraz wirtuoza harmonijki Michała Kielaka. Album zarejestrowany został w 2020 roku  w Bydgoszczy, oraz w Wojkowicach (MaQ Records Studio). Obróbce dźwiękowej poddano w londyńskim studiu autora.

## Geneza
„Pandemonicon” - to projekt stworzony w czasach „światowej pandemii medialno - wirusowej związanej z jak mówi J. Pijarowski  „ze spiskiem ekonomiczno - depopulacyjnym ogłoszonym przez WHO jako Pandemia COVID-19, SARS-CoV-2”.
Nazwa albumu nawiązuje do trzech określeń: pandemia, Pandemonium (Pandæmonium) - czyli stolicy piekła z poematu John Miltona - Raj Utracony, oraz Necronomiconu.

## Płyta
Płyta została wydana jako niskonakładowa książka artystyczna (z płytą cd, oraz pendrivem zamocowanym na klasycznej zwierzęcej smyczy) w czterech  sygnowanych  i zróżnicowanych muzycznie egzemplarzach.
- - Pierwszy egzemplarz  - zwany Niebieskim  (Blue Pandemonicon) Brain Active Records 011; wraz z dokumentacją został przekazany do  Muzeum Książki Artystycznej w Łodzi.
- - Drugi - zwany Żółtym  (Yellow Pandemonicon) Brain Active Records 010; zostanie przekazany na aukcję Charytatywną WOŚP.
- - Trzeci  - Biały (White Pandemonicon)  Brain Active Records 012; pozostał w dyspozycji artystów
- - Czwarty - "Introduction to... Escape from Lockdown „Pandemonicon (God's Edition)” Brain Active Records 013; ma swoje miejsce w Bibliotece Kongresu w USA.

### Muzycy
Muzycy związani z Teatrem Tworzenia biorący udział w projekcie:
- Monika Litwin - Dyngosz ,
- Wojciech Dyngosz,
- Józef Skrzek,
- Jarosław Pijarowski,
- Waldemar Knade,
- Jakub Marszałek,
- Michał Kielak
- Piotr Lekki

### Realizatorzy dźwięku
- Michał Rosicki  - MaQ Records Studio (Wojkowice), Polska)[1]
- Jakub Pacanowski - Yacob Records (Bydgoszcz, Polska)[2]
- Jarosław Pijarowski - realizacja i mix  - London Entertainment Studio (Londyn, Wielka Brytania)[3]

## Okładka
Okładka zaprojektowana przez Pijarowskiego, wykonana została wraz z Grzegorzem Pleszyńskim. Całość to osiem kompozycji o wymiarach 30 x 40 cm; zrealizowanych w technikach mieszanych (w promieniach rentgenowskich widać  malarstwo podstawowe wykonane na niektórych podobraziach), połączonych specjalną konstrukcją.

## Premiera i akcje artystyczne związane z Pandemoniconem
- Pierwszy pokaz miał miejsce w czasie "NISZY" czyli III Targów Książki Niezależnej i Artystycznej 2020 we Wrocławiu 28.06.2020.[4]
- Chrzest oraz publiczne przekazanie treści zawartej we wszystkich egzemplarzach wydawnictwa zostały przeprowadzone w oczku wodnym w Niezależnej Autonomicznej Osadzie Grabowska 28.06.2020.[5]
- 24 sierpnia 2020 roku został podpisany specjalny dokument  - Akt o Nieagresji pomiędzy twórcą Pandemoniconu a  właścicielem  napoju spirytusowego - cOVIIdówki- K. Kaczorem. Celem dokumentu jak i całej akcji artystycznej było: "odtworzenie spokoju i porządku na wszystkich terytoriach geograficznych, jak i zakresach dźwiękowych aby zapewnić pokojowy byt gatunkom zamieszkującym w zgodzie z ich charakterem, smakiem, gustem organoleptycznym jak i muzycznym".
- Pandemonicon Limited Edition - to zestaw dwóch napojów spirytusowych:cOVIIdówka Pandemonicon Edition[6], Czarna Porzeczka Pandemonicon Edition[7], oraz szlachetne wino: Ribes Nigrum – Pandemonicon Edition – wino owocowe z czarnej porzeczki[8].

- Pierwszy koncert promocyjny z cyklu Pandemonicon Tour odbył się 24.08.2020 w Piwnicy pod Baranami w Krakowie. W wydarzeniu wystąpili: Jarosław Pijarowski, Waldemar Knade, Jakub Marszałek, Piotr Lekki, Milo Kurtis, oraz gościnnie Marek Michalak.

### Fotorelacja z koncertu promocyjnego Teatru Tworzenia w Piwnicy pod Baranami

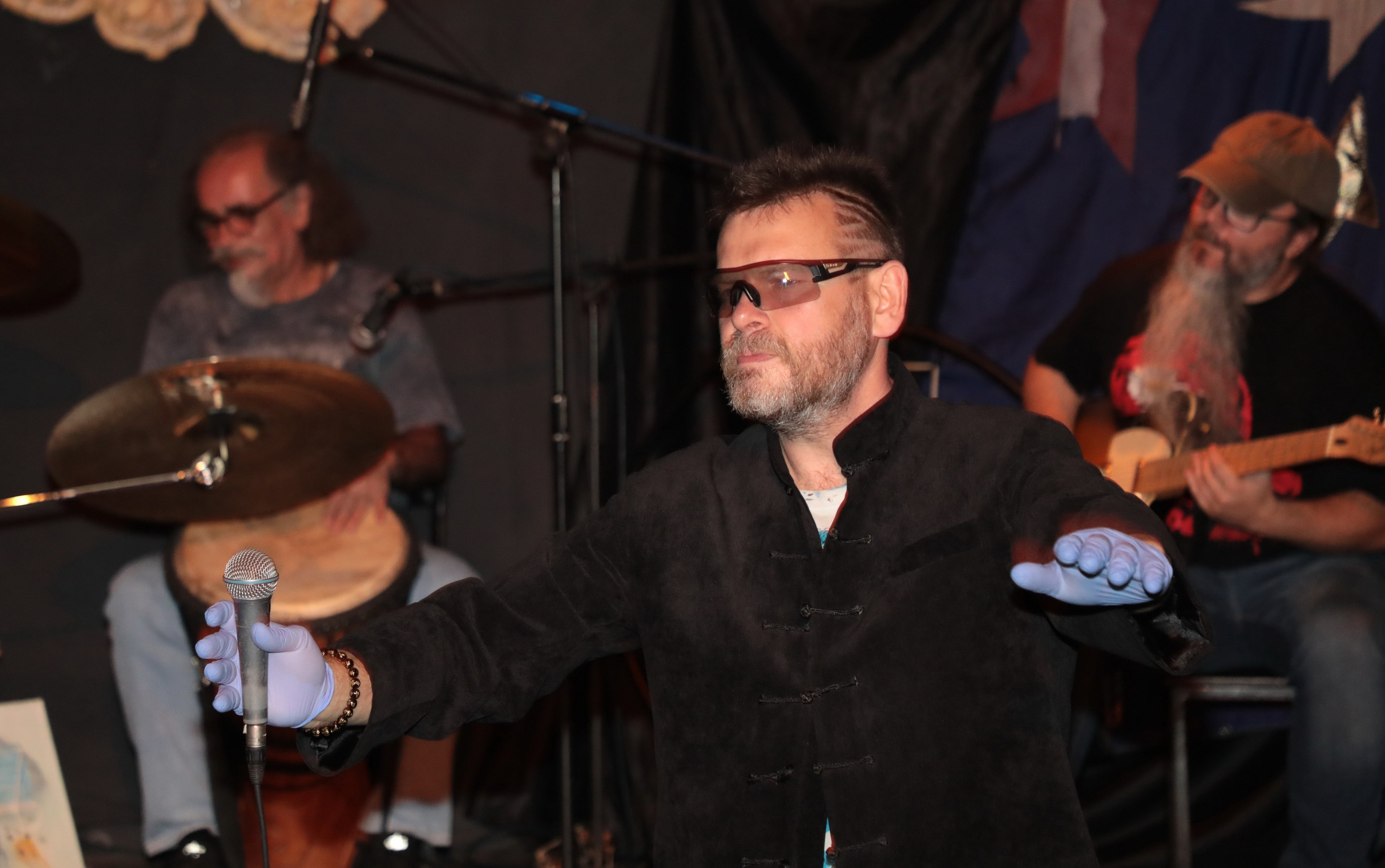
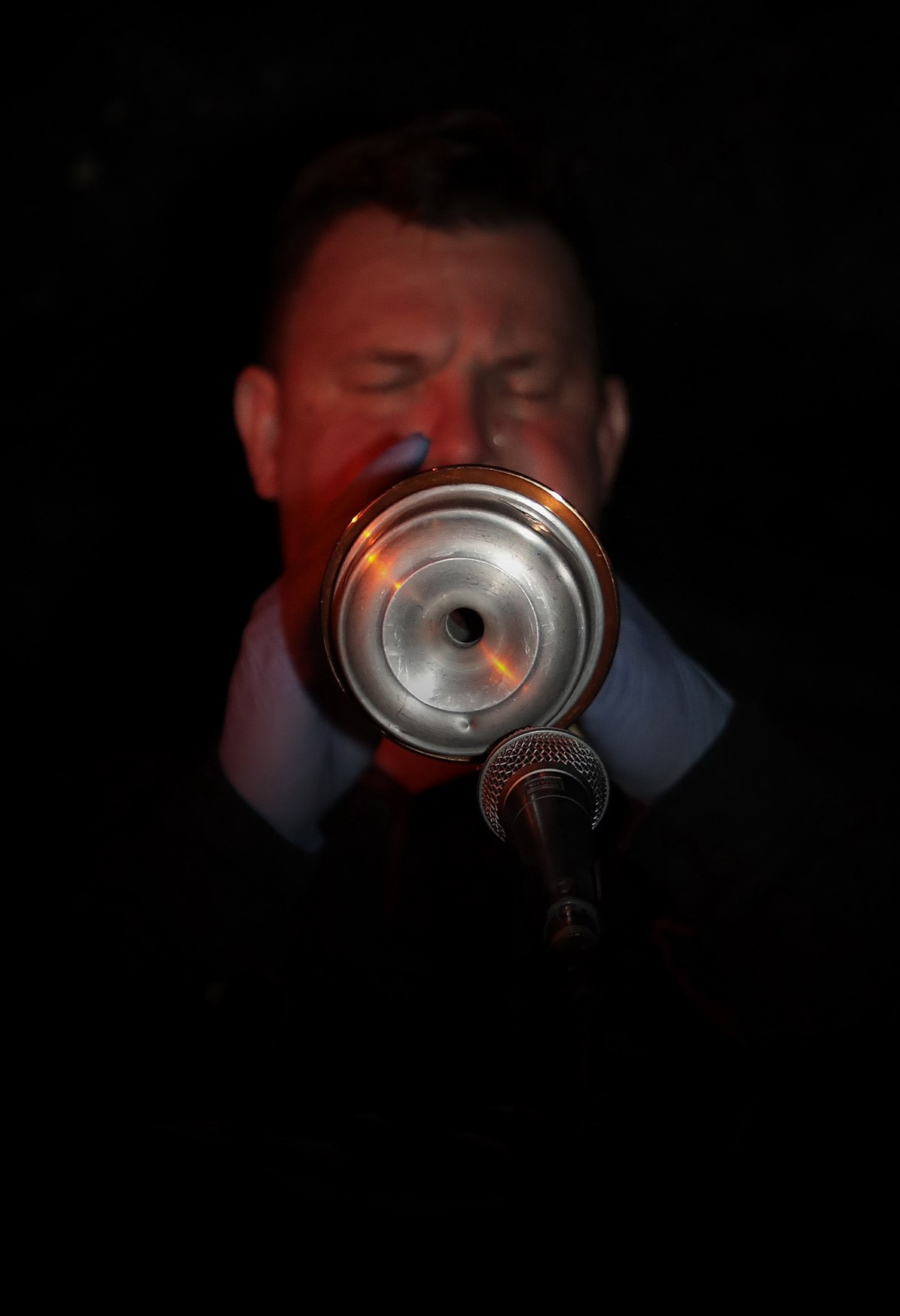
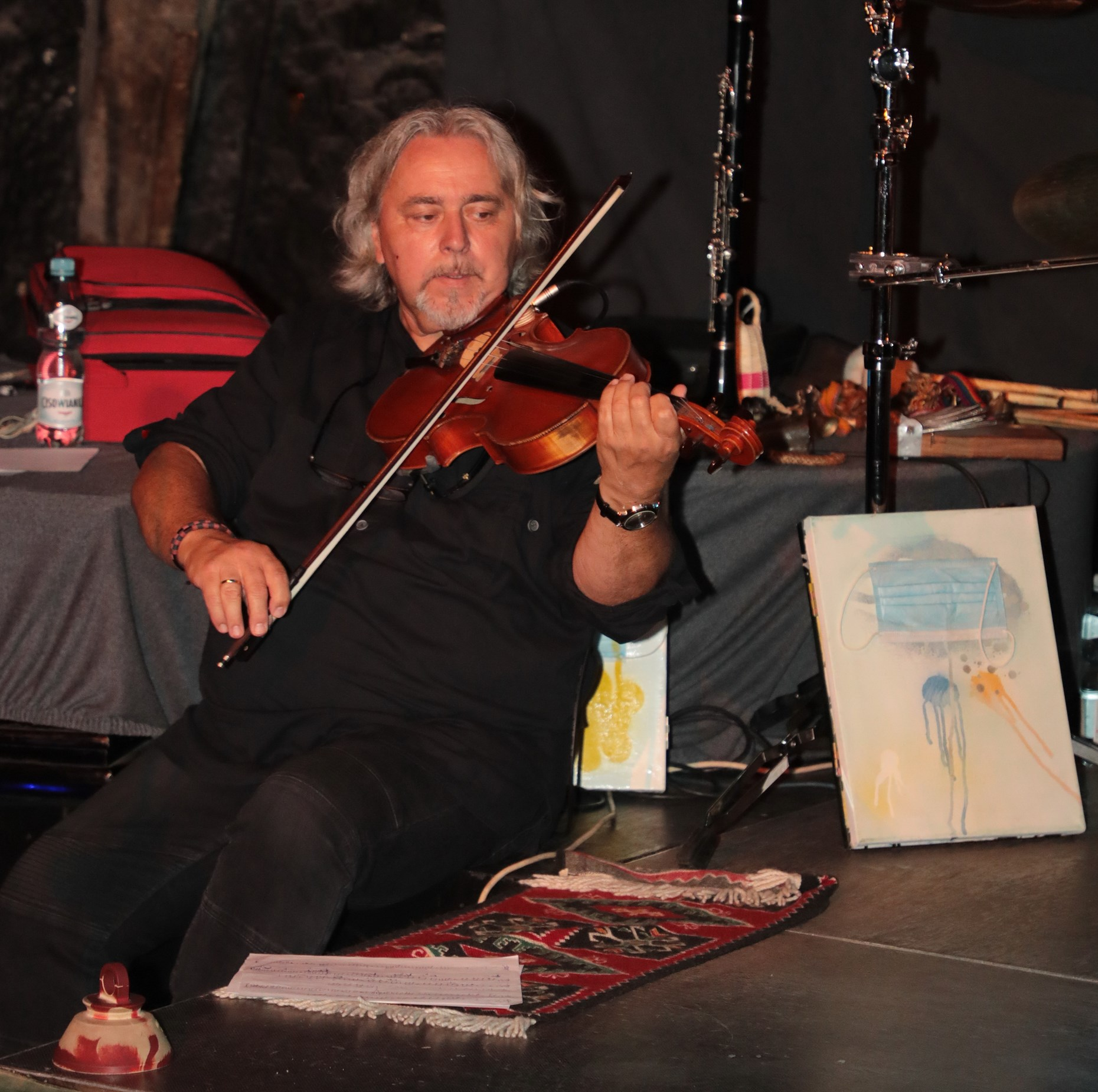
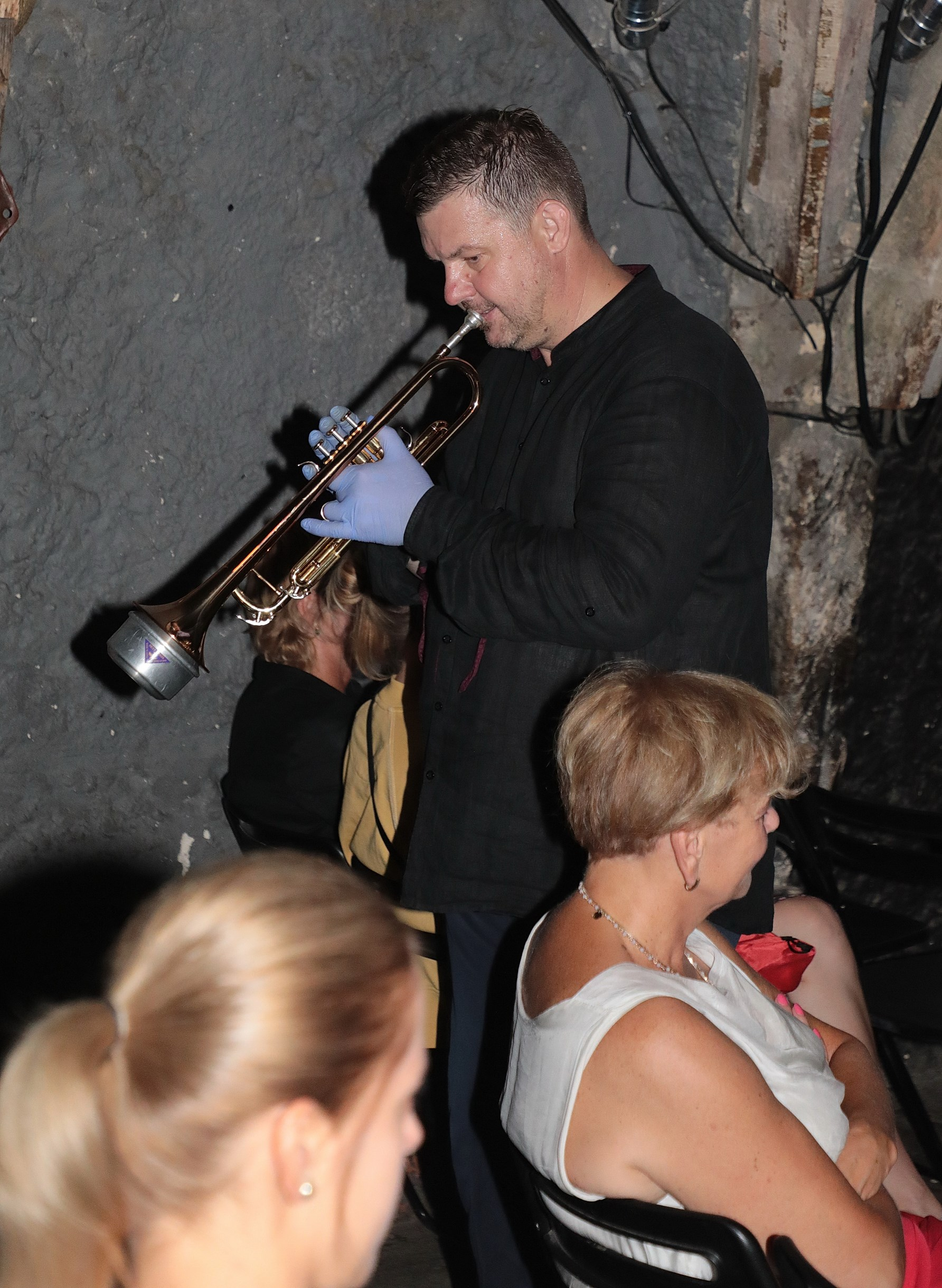
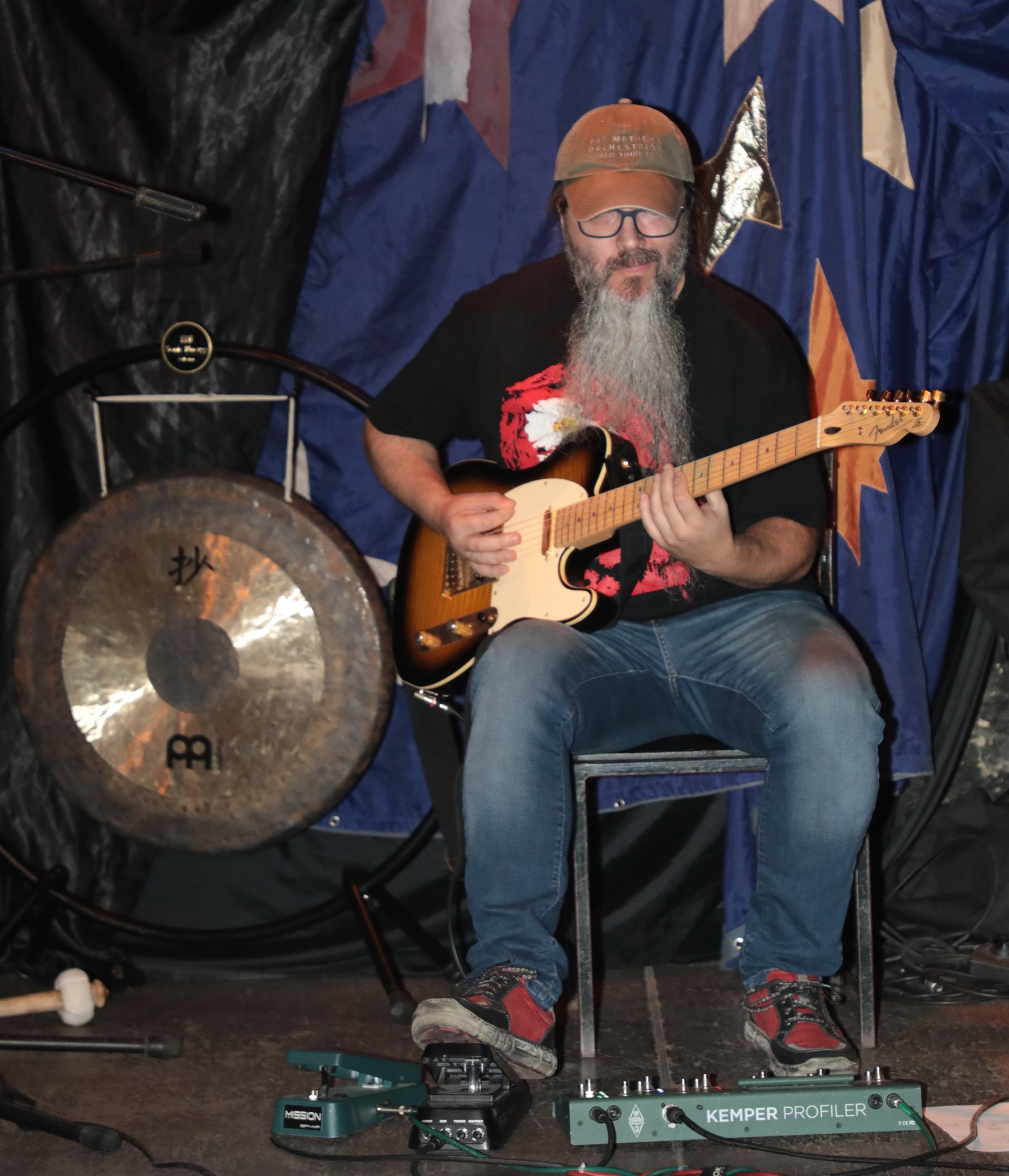
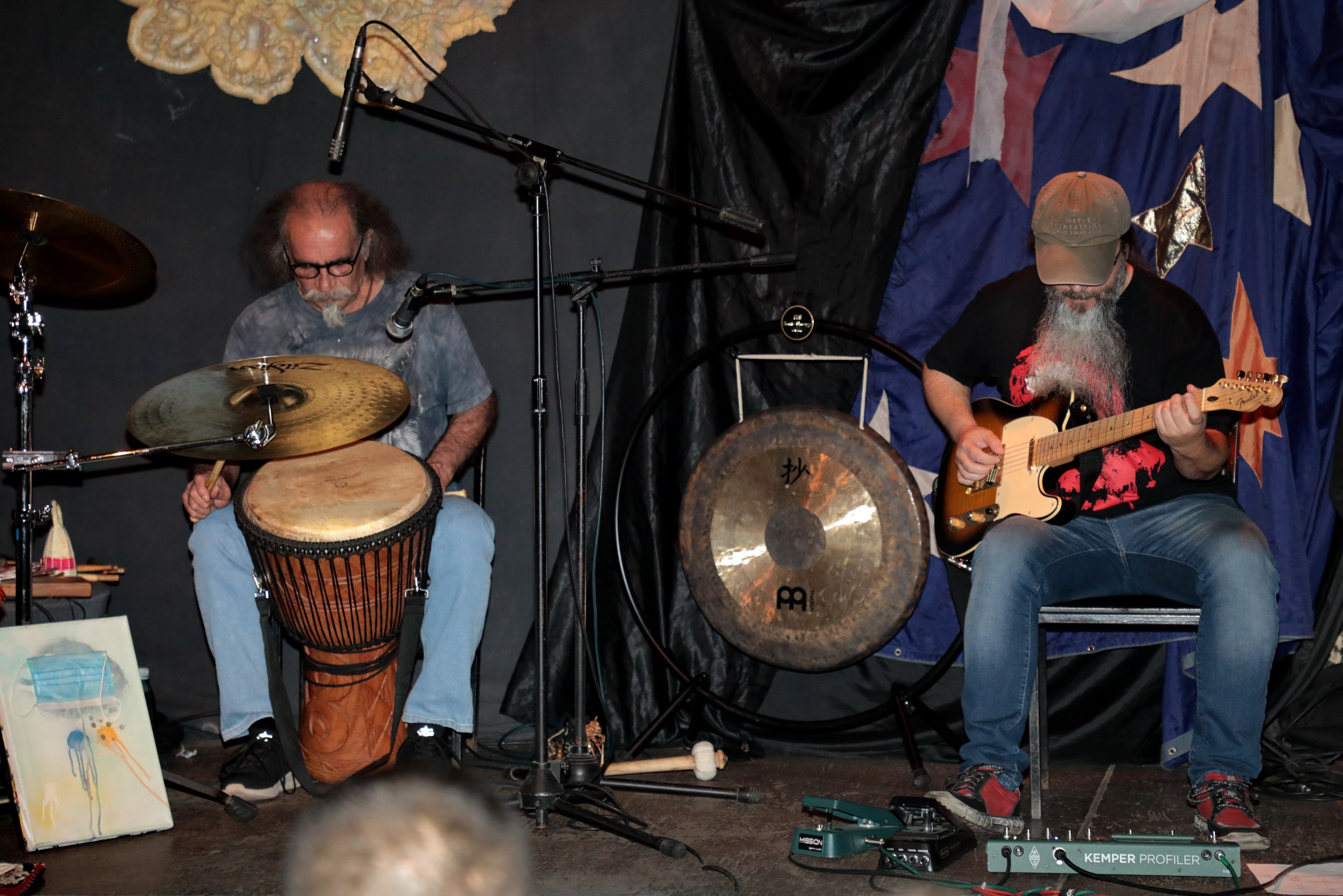
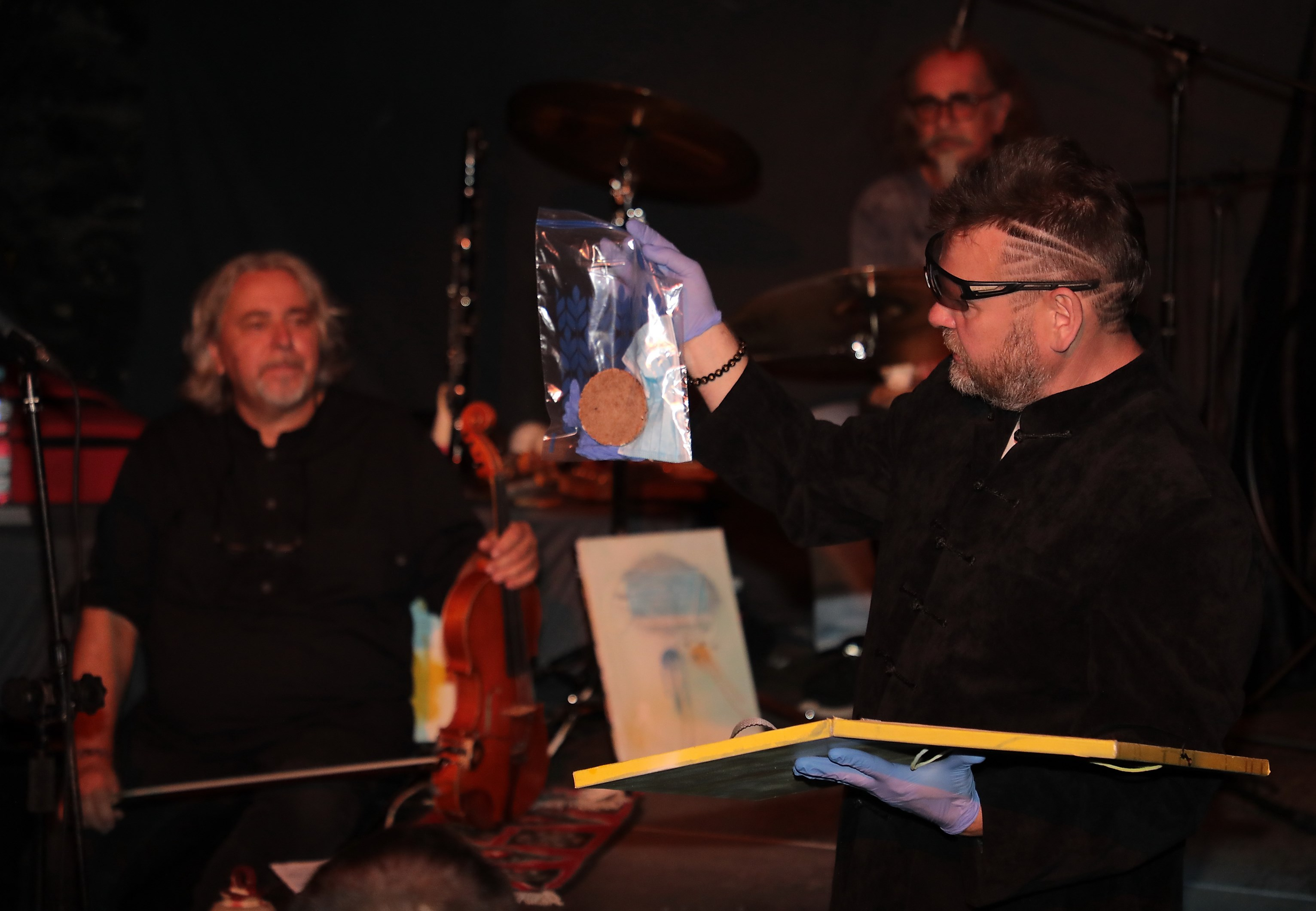
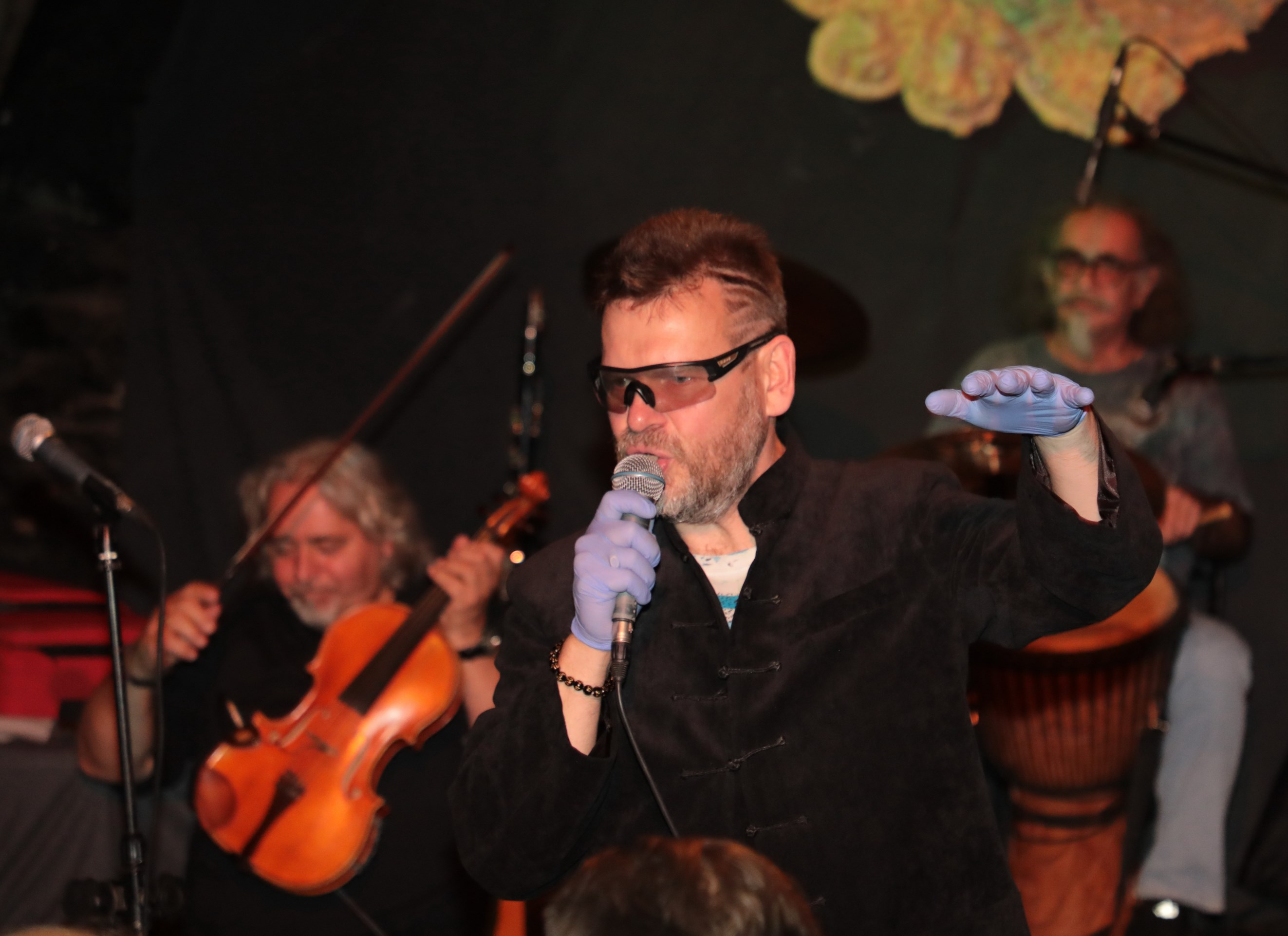
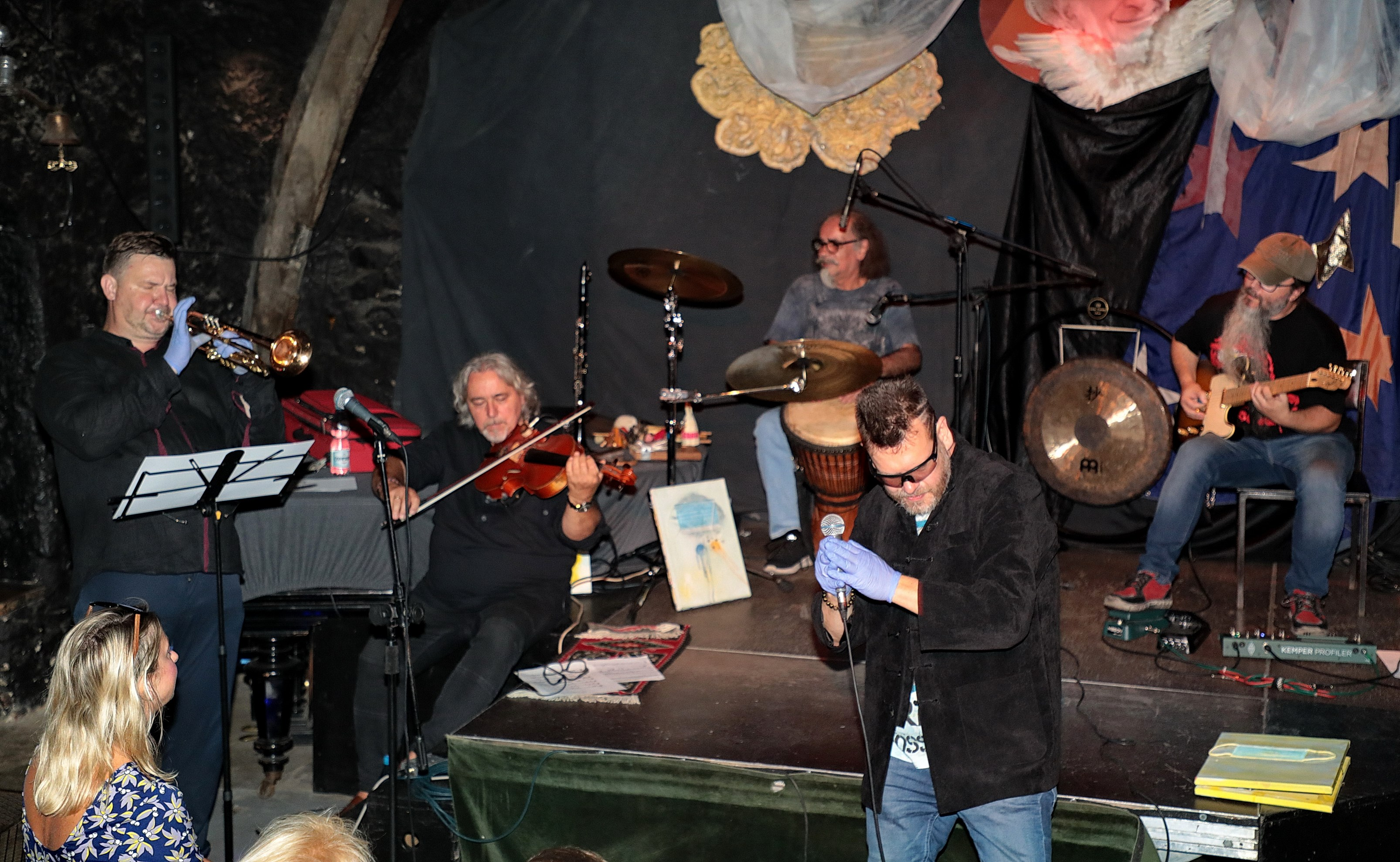
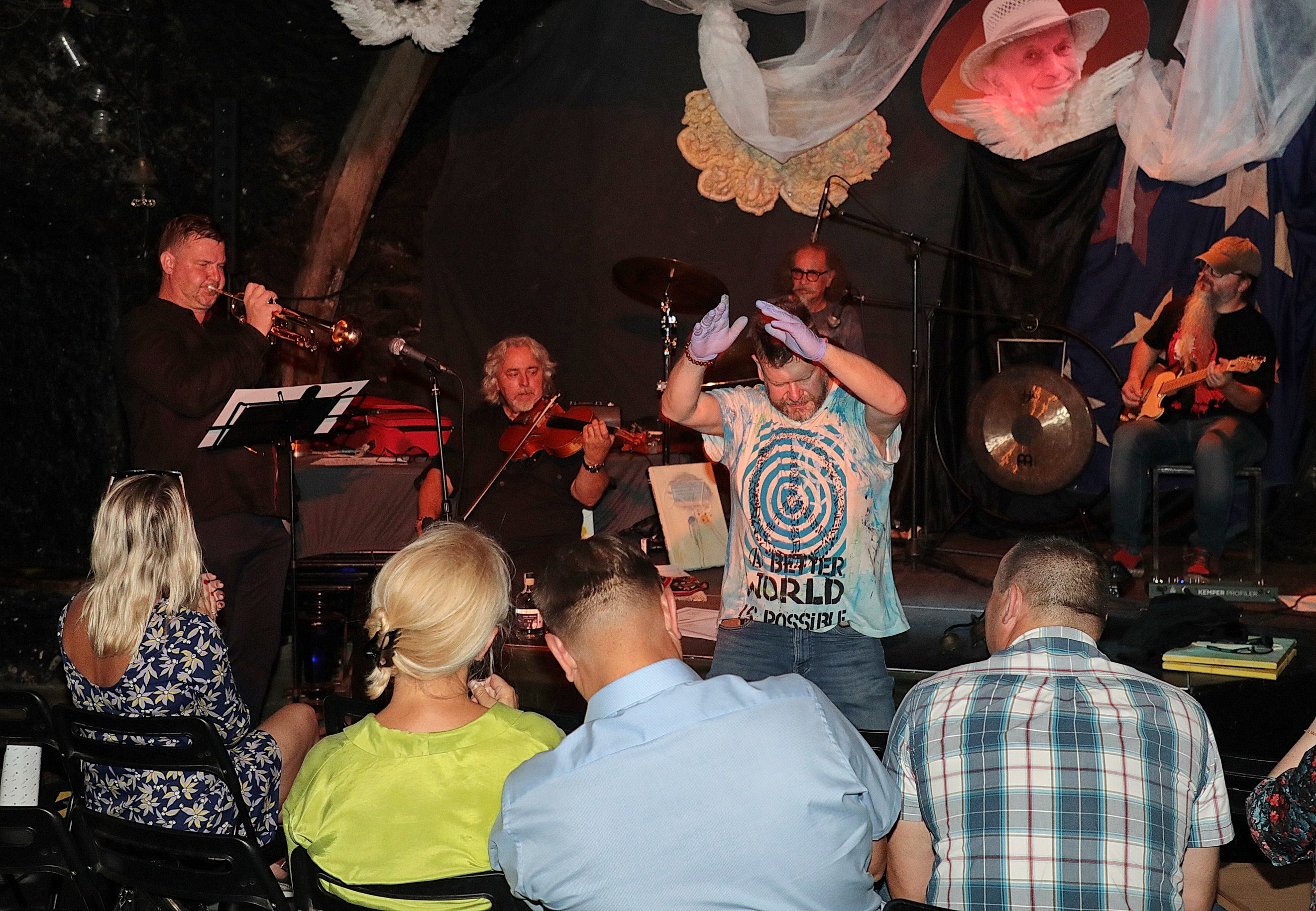
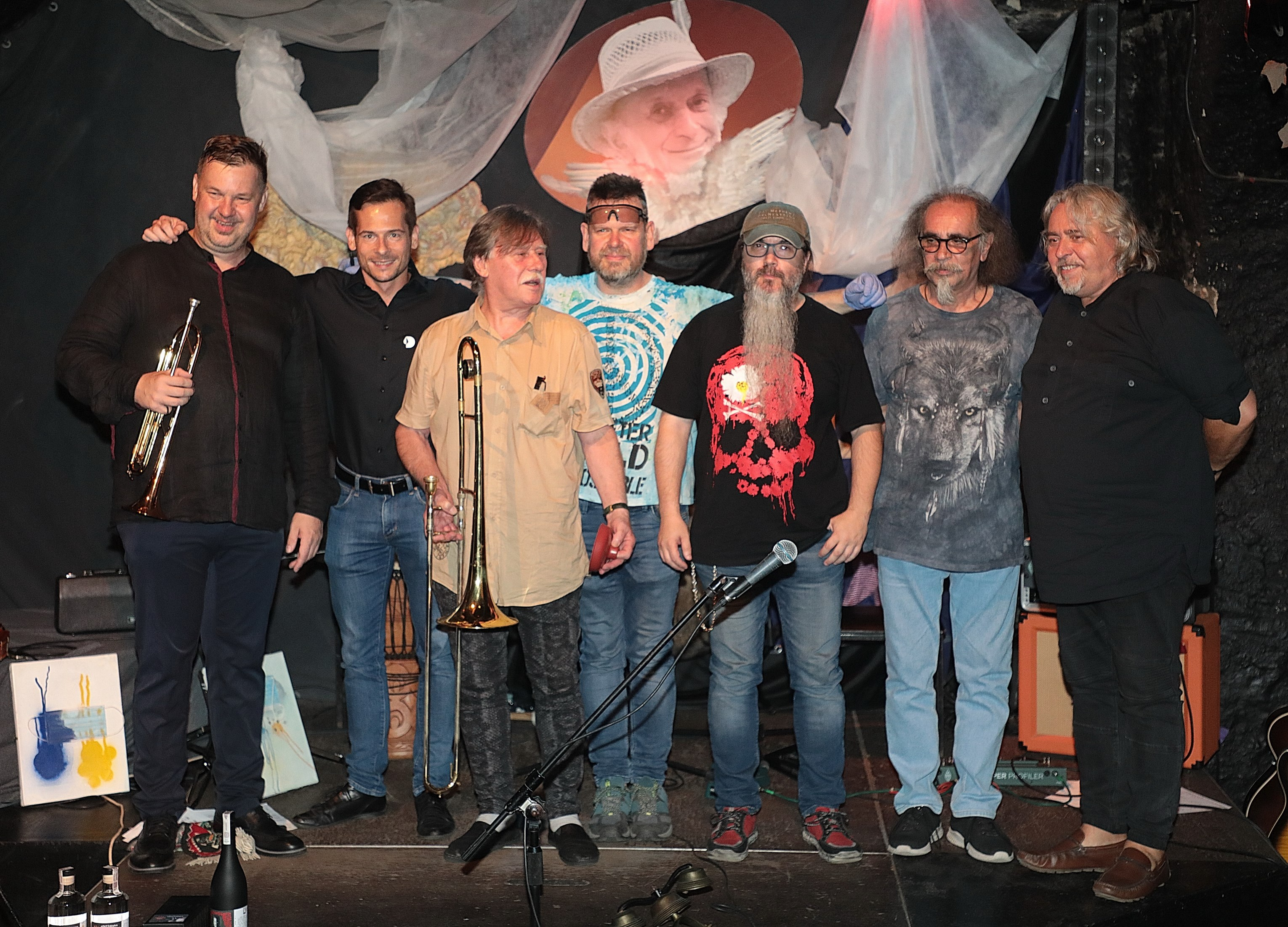